# Мощенский, Анджей
Анджей Мощенский (1717 — 18 декабря 1783) — государственный деятель Речи Посполитой, каштелян иновроцлавский (1754—1764), воевода иновроцлавский (1764—1783), член скарбовой коронной комиссии в 1766 году.

## Биография
Представитель польского шляхетского рода Мощенских герба «Наленч». Сын каштеляна бжесць-куявского Франтишека Михаила Мощенского (ок. 1670—1751) и Сесилии Ярачевской. Старший брат — каштелян иновроцлавский Теодор Войцех (1714—1783).
Первоначально занимал должности камергера королевского двора, затем старосты бжесць-куявского (1745—1754) и добчицкого (1746). В последующие годы являлся каштеляном иновроцлавским (1754—1764) и воеводой иновроцлавским (1764—1783). В 1766 году был назначен сенатором-резидентом.
Староста ясленский (1771) и член департамента доходов Постоянного совета (1779).

## Семья
В декабре 1750 года Анджей Мощенский женился на Эльжбете Урсуле Пржебендовской (1730—1790), дочери воеводы мальборкского и инфлянтского Петра Ежи Пржебендовского (ок. 1674—1755). Супруги имели следующих детей:
- Марианна (ок. 1750—1798), 1-й муж — воевода поморский Феликс Антоний Лось (1737—1804), 2-й муж — воевода бжесць-куявский Ян Тадеуш Зиберг (1739—1806)
- Розалия (ок. 1750—1806), жена хорунжего коронного Игнацы Велёпольского
- Урсула (1762—1796), жена старосты косьцянского Юзефа Хлаповского (1756—1826) и мать генерала Дезидерия Хлаповского.